# わいわい行進曲
『わいわい行進曲』（わいわいこうしんきょく）は、声優の小山茉美、堀江美都子のシングル。河岸亜砂作詞、菊池俊輔作曲。

## 概要
2曲は、フジテレビ系列で放送されたテレビアニメ『Dr.スランプ アラレちゃん』の第198話から第239話（1985年3月27日から1986年1月22日）までの主題歌、劇場版『Dr.スランプ アラレちゃん ほよよ!夢の都メカポリス』のオープニングテーマ。カップリング曲には、堀江美都子が歌う「あなたに真実一路」が収録されている。
「Dr.スランプアラレちゃん全曲集 Soundtrack」や「Dr.スランプアラレちゃん」めちゃんこベスト24」、「菊池俊輔 作曲50周年 CD-BOX」「Jアニメ TV主題歌大全集」にも収録されている。他に「わいわい行進曲」は「たのしい歌入り♪こどもマーチ＊ベスト」、「あなたに真実一路」は「堀江美都子TV主題歌大全集」にも収録されている。

## 収録曲
1. わいわい行進曲
歌：則巻アラレ（小山茉美）、コロムビアゆりかご会[7]
台詞：則巻千兵衛（内海賢二）、則巻アラレ（小山茉美）
作詞：河岸亜砂、作曲：菊池俊輔、編曲：たかしまあきひこ
2. あなたに真実一路
歌：オボッチャマン（堀江美都子）
作詞：冬杜花代子、作曲：菊池俊輔、編曲：たかしまあきひこ